# Annex (Architektur)

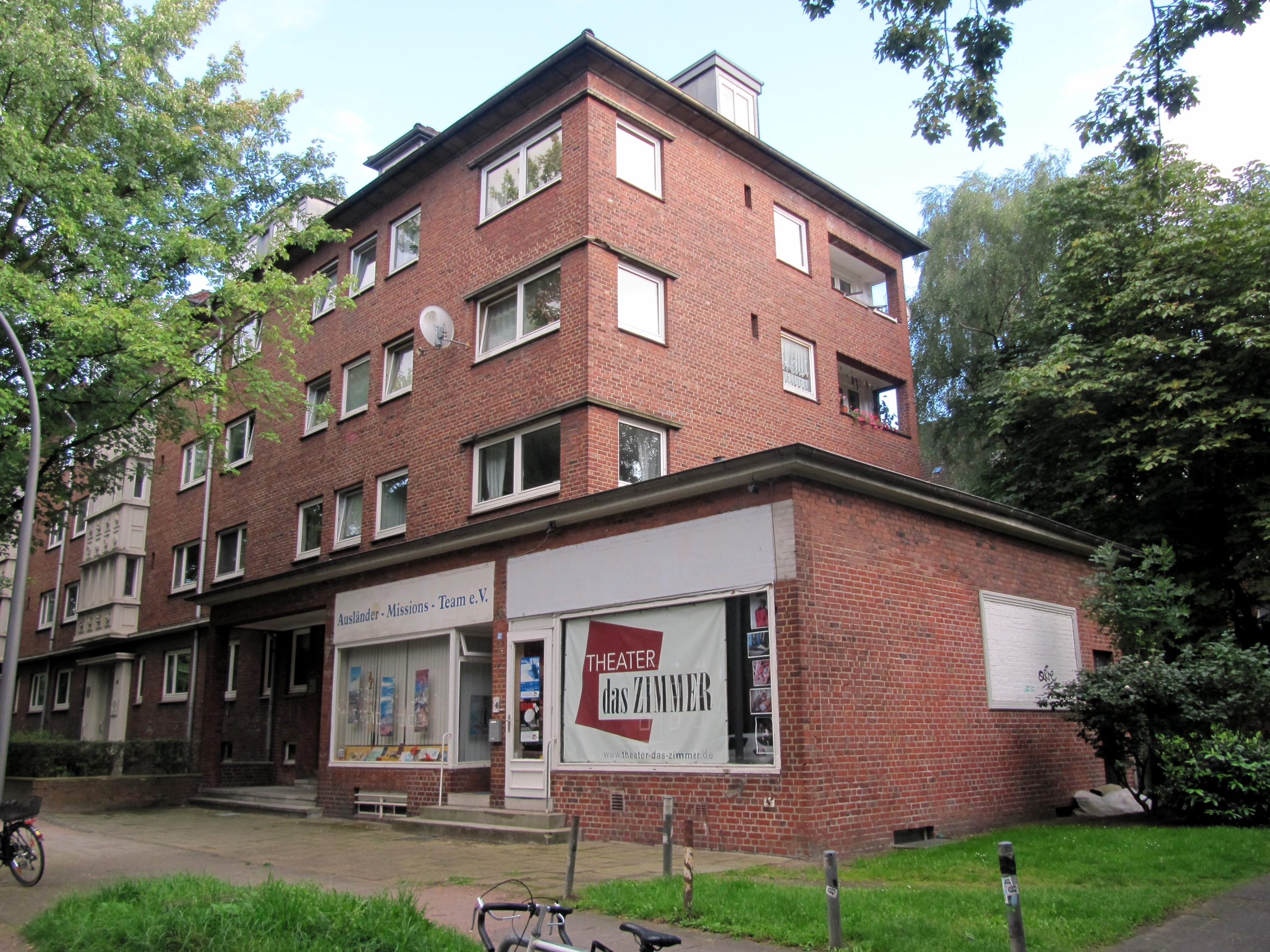
„Theater das Zimmer“, Washingtonallee 42 in Hamburg-Horn (1936/1937)

Ein Annex (vom lateinischen annexum für „Anhängsel“) steht in der Architektur für ein Objekt, das in Form eines niedrigeren Anbaus oder Bauteiles an einem Hauptgebäude anliegt. Dieses kann zum Beispiel an einen Turm angehängt oder als Anbau an einer Kirche vorhanden sein.
Als Annex kann beispielsweise das Pastophorium ausgebildet sein, das als Umkleideraum (Diakonikum) des Priesters und Aufbewahrungsraum (Prothesis) für liturgische Geräte am östlichen Abschluss der Seitenschiffe einiger Basiliken dient.
Der fortifikatorische Begriff „Annexbatterie“ bezieht sich auf eine mit Artillerie ausgestattete gedeckte Anlage, die zu einem Fort gehört, jedoch aus unterschiedlichen Gründen außerhalb dieses Forts angelegt wurde.

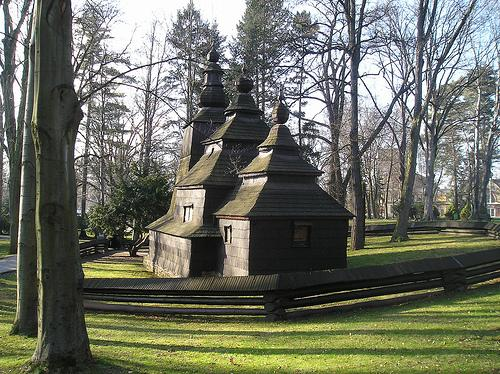
Holzkirche in Hradec Králové
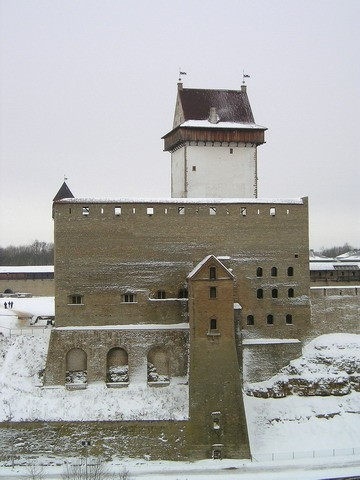
Hermannsfeste mit Wasserkunst in Narva
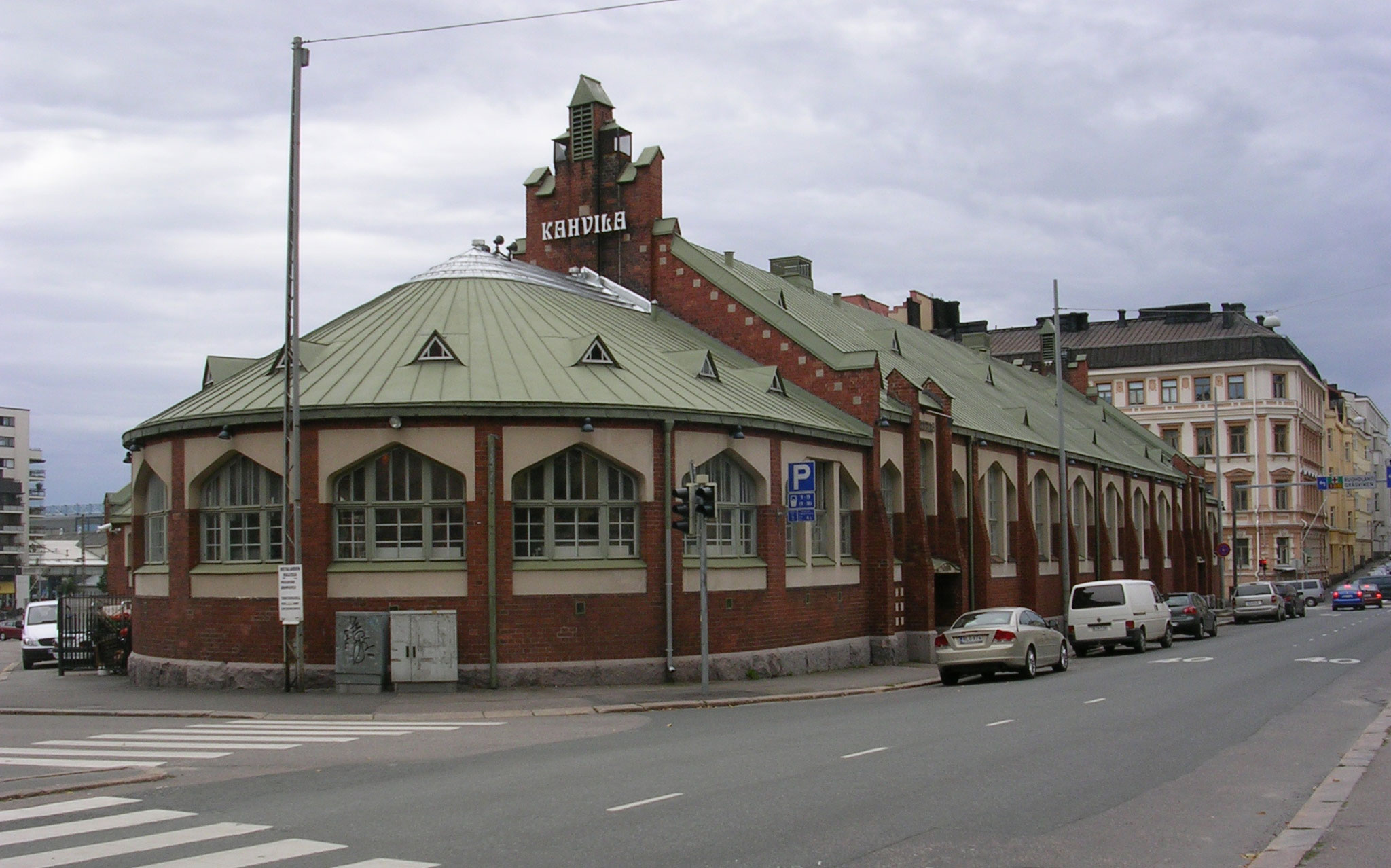
Hietalahti-Markthalle in Helsinki (Entwurf: Selim A. Lindqvist, 1903)
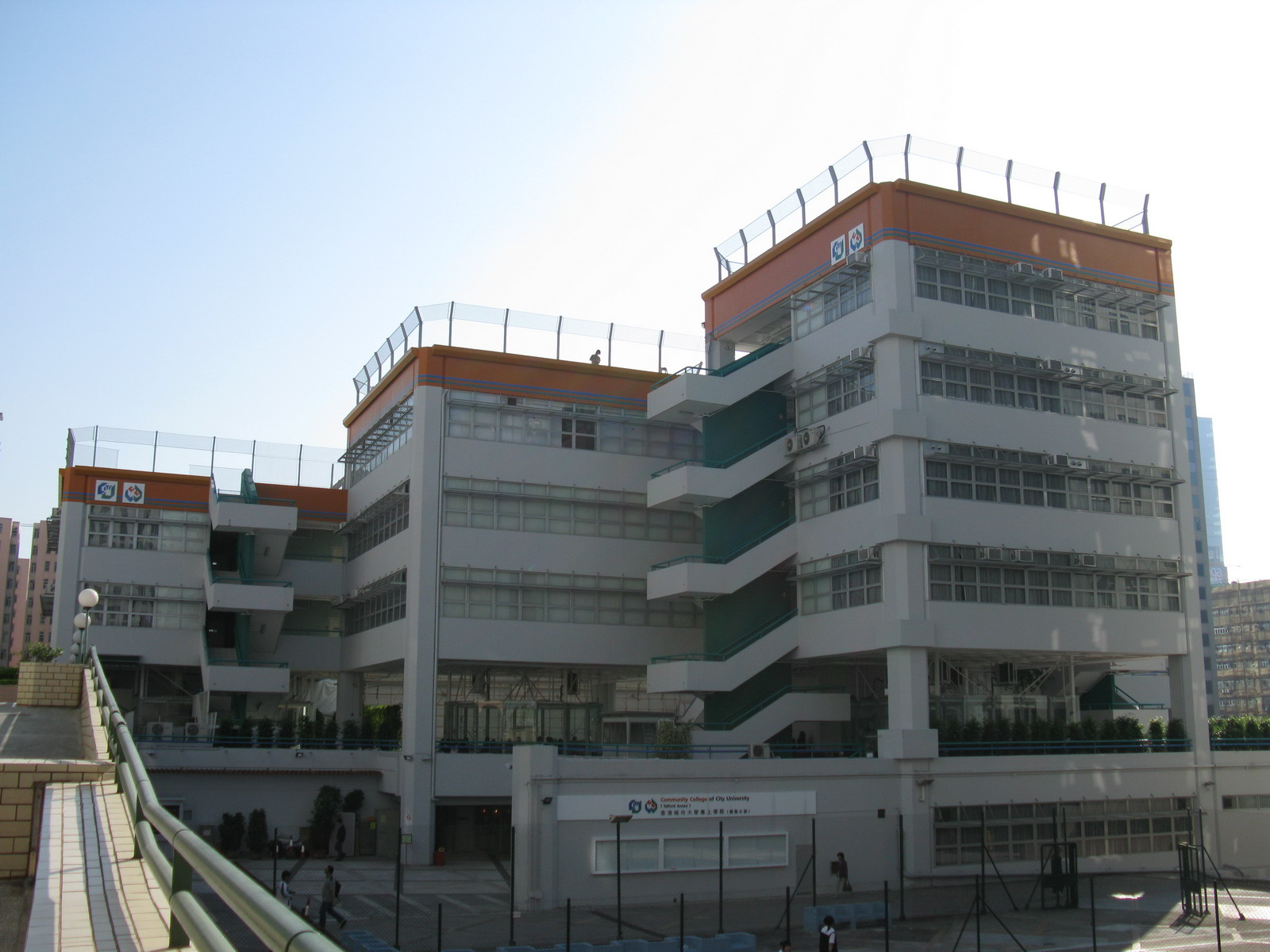
Bürogebäude der City University of Hong Kong
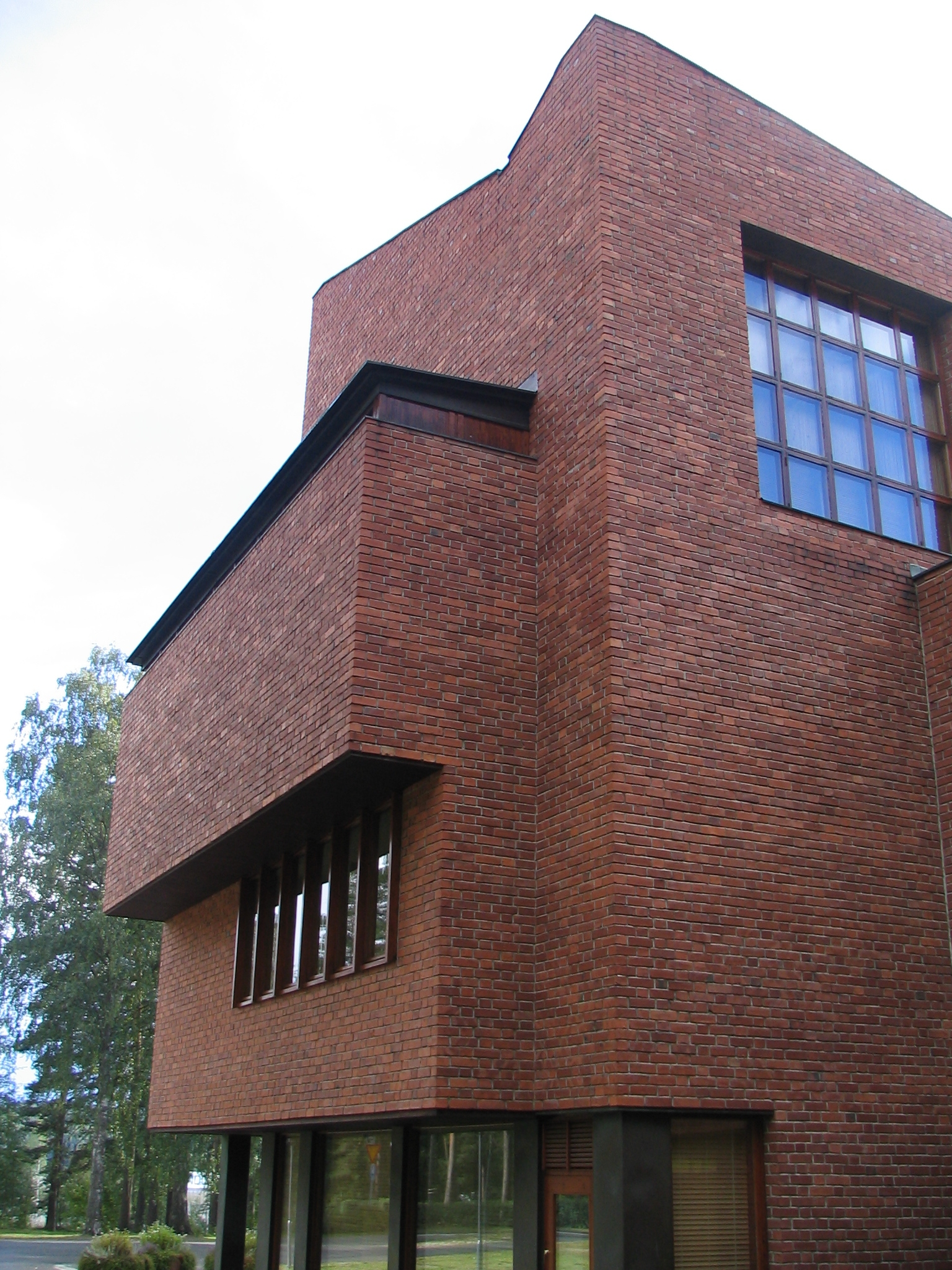
Rathaus und Bibliothek in Säynätsalo (Entwurf: Alvar Aalto)